# 仇洛齊
仇洛齊（390年—453年），中山（今河北省定州市）人，北魏時的宦官。

## 生平
仇洛齊原本姓侯，但由於他是天生的閹人，父母都不喜歡他，因此被舅舅仇嵩收養。仇嵩的大女兒仇氏天生麗質，被選入冉魏宮中，冉魏被破後則入慕容儁宮，後賜給為妾，豆盧勝為官宦世家，兩人生一子為盧魯元。
盧魯元天生聰穎，長大後受北魏太武帝任用，官至太保，位極人臣。當時盧魯元的外祖父仇嵩已死，盧魯元就引薦三位舅舅入朝為官。仇嵩的兩個親生兒子仇廣及仇盆不敢入朝。仇洛齊說：“我是收養的，又是先天人道不全，就由我先去以身為兄弟們試禍福吧！”于是只身乘驴赴京。盧魯元帶著百余骑在桑乾河迎接，见了表舅，倒身下拜。从者亦一齊致敬。入朝後，太武帝欲授以官爵。盧魯元說：“臣這位舅舅不幸生为阉人，只能与陛下守宫闱。”太武帝遂赐以奴婢馬匹，封仇洛齊為武威將軍，後赐爵文安子，後遷給事黃門侍郎。
仇洛齊任職期間，曾建議將不屬於行政區域的逃稅戶納入規管，增加稅收，又隨太武帝攻佔涼州，立下戰功，加封散騎常侍、中書令、寧南將軍、侍中、平遠將軍、冀州刺史等要職。於453年病逝，為北魏少數成就及品行較好的宦官。

## 家族
- 外祖父：仇款，出自冯翊仇氏，前燕乌丸护军、长水校尉。
  - 父：侯氏。母：仇氏。舅父：仇嵩，后燕殿中侍御史。
    - 表兄弟：仇嵩儿子，仇廣、仇盆。表姐妹：仇氏，冉闵的妃子。
      - 表侄：仇牛，仇广之子。本州别驾。
        - 仇牛长女仇氏是元桢王妃
          - 元英、元彬，元桢王妃仇氏所生。[2]

## 延伸阅读
[在维基数据编辑]
 《魏書·卷94》，出自魏收《魏书》
 《北史·卷092》，出自李延壽《北史》